# Santa-Rita Pintor
Santa-Rita Pintor (né Guilherme Augusto Cau da Costa de Santa Rita ou Guilherme de Santa-Rita, à Lisbonne le 31 octobre 1889 et mort dans la même ville le 29 avril 1918) est un artiste peintre portugais.
Figure mythique de la première génération de peintres modernistes portugais, son œuvre reste en grande partie enveloppée de mystère. Il n'a jamais exposé au Portugal, mais est resté plusieurs années à Paris avec Amadeo de Souza-Cardoso, créant la première ligne des avant-gardes artistiques historiques du début du XXe siècle. Il a été le moteur le plus actif de l'éphémère mouvement futuriste portugais. Il est mort prématurément, avant ses 29 ans, d'une tuberculose pulmonaire, laissant comme ordre exprès de brûler toutes ses travaux. De son œuvre, ne subsiste qu'une unique peinture et les reproductions rudimentaires, en noir et blanc, des tableaux reproduits dans les revues Orpheu (1915) et Portugal Futurista (pt) (1917).

## Biographie
Fils de Guilherme Augusto de Santa Rita (1858-1905) et de Palmira Cau da Costa. Il a eu deux frères : Augusto de Santa Rita (1888-1956), écrivain moderniste et Mário de Santa Rita (1890-1909), poète.
Formé à la Faculté des Beaux-Arts de l'Université de Lisbonne (pt), il part à Paris avec une bourse d'état en avril 1910. Monarchiste convaincu, il perd sa bourse deux ans plus tard à la suite d'un conflit avec l'ambassadeur, et républicain, João Pinheiro Chagas. À Paris, Santa-Rita Pintor rencontre Mário de Sá-Carneiro, qui s'inspirera de lui pour un personnage de La confession de Lúcio (pt) (1914). Il fréquente les cercles artistiques avant-gardistes, avec Marinetti, assistant à ses conférences à la Galerie Bernheim-Jeune. L'impact de Marinetti et de son manifeste du futurisme est renforcé, en 1912, par la visite de l'exposition des peintres futuristes italiens, dans cette même galerie, ce qui le mène à adhérer au mouvement. Cette même année, il expose au Salon des Indépendants le tableau O Ruído num Quarto sem Móveis  (Le bruit dans une chambre sans meubles) , dont le titre, déjà, « donnait l'orientation futuriste de ses intérêts ».
D'une personnalité paradoxale, Santa-Rita était, d'après Mário de Sá-Carneiro, « un type fantastique », « ultra-monarchiste », « intolérable », « insupportablement vaniteux ».
Il retourne au Portugal en 1914, année où éclate la Première Guerre mondiale. Sensible à la glorification de la machine de Marinetti, à son apologie d'un art totalement nouveau et différent, en rupture avec le passé rétrograde, à son agressivité et désir de choquer les mentalités conservatrices, Santa-Rita sera, commee Mário de Sá-Carneiro, un des principaux introducteurs das idées futuristes au Portugal, devenant le dynamiseur de l’embryonnaire mouvement futuriste portugais. En 1916, il affirme : « Futuriste déclaré au Portugal, il y en a un, moi ».
À son retour au Portugal, un de ses objectifs était d'éditer les manifestes de Marinetti, alors qu'il n'en avait pas les droits. Mais il voulait avant tout développer son œuvre et s'imposer socialement. Le 14 juin 1915, il participa à une réunion avec Almada Negreiros, José Pacheko et Ruy Coelho. Lors de ce « grand congrès d'artistes et écrivains », une nouvelle génération « se lèvera pour protester contre la somnolence à laquelle nous obligent les vieux ». Cette même année, il participe au second numéro de la revue Orpheu, dans lequel sont reproduits quatre de ces travaux. Il essayera sans succès de diriger les futurs numéros, mais Fernando Pessoa s'y opposera, tout comme Mário de Sá-Carneiro. Il commence à préparer une revue alternative qu'il puisse contrôler.

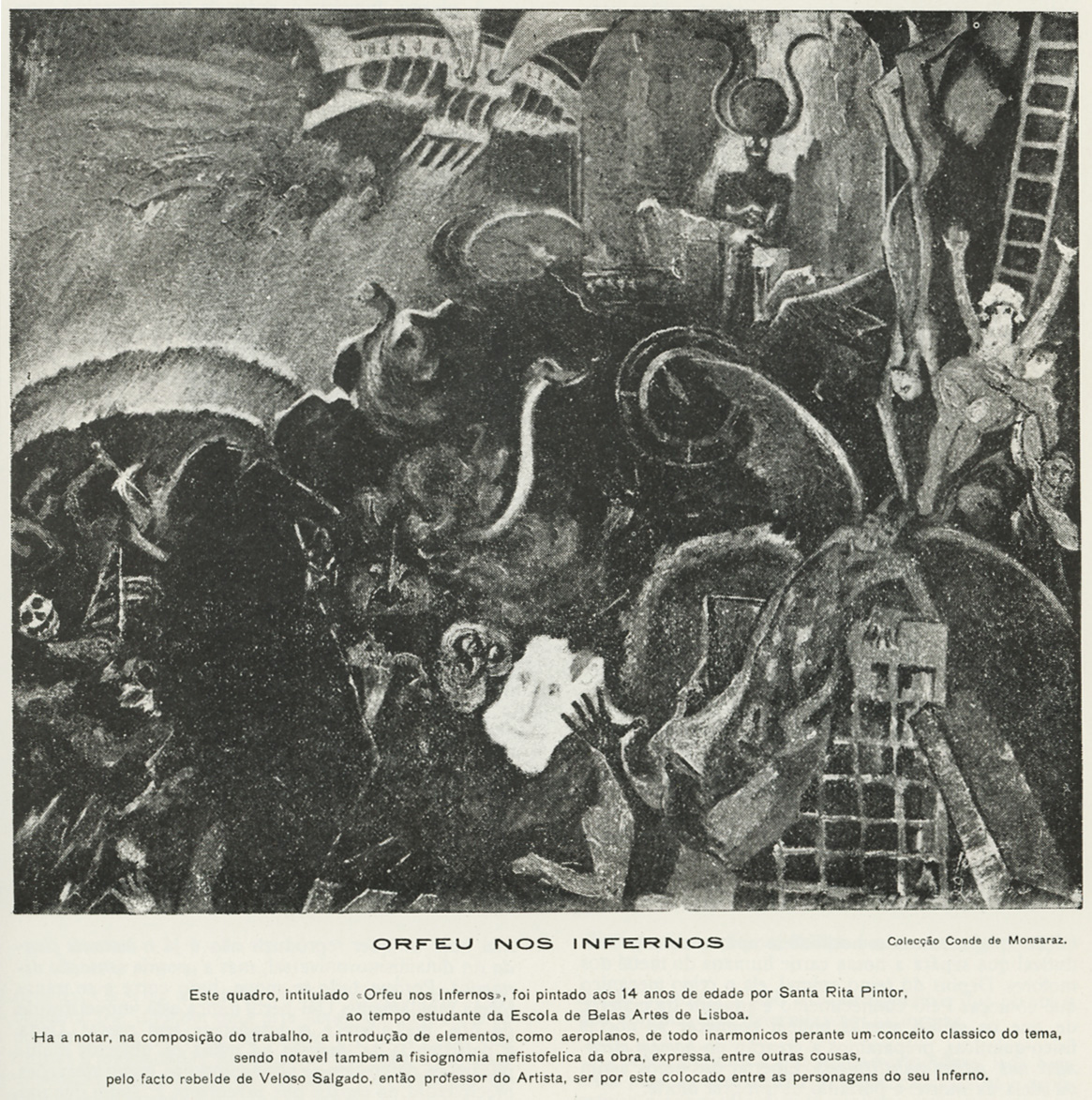
Orphée aux Enfers, date inconnue, huile sur toile. Publiée dans la revue Portugal Futurista, 1917, p. 7

En 1917, il réalise cet objectif avec la publication du premier et unique numéro de Portugal Futurista. Mais la revue est saisie par la police à la porte de l'imprimerie, par suite de la supposée obscénité du texte de Negreiros, Saltimbanques. Mais il était trop tard, et de nombreux exemplaires s'étalaient déjà dans les vitrines des librairies. La police finit par abandonner le cas, peu motivée à faire le tour de Lisbonne. Ce fait rendit cette édition encore plus sulfureuse et mythique.
La revue ne fut que la suite de la « tumultueuse » présentation du futurisme, en avril précédent, au Théâtre de la República. Il met en scène lui-même cette séance, Almada Negreiros étant le grand protagoniste de l’événement. Devant une audience peu nombreuse, composée de curieux des cafés intellectuel» de la Baixa et quelques étudiants, Santa-Rita animant et ordonnant le spectacle, où furent lus des textes de Negreiros, de Valentine de Saint-Point et de Marinetti.
Officiellement dirigée par Carlos Filipe Porfírio (pt), Portugal Futurista était en réalité l'œuvre de Santa-Rita. Il orchestrait tout le processus de création. Le numéro 1 présentait une photographie de lui, en grand format, et le texte le sacrait comme étant « l'artiste que le génie de l'époque avait produit » et le « grand initiateur du mouvement futuriste portugais ». Pour illustrer le texte, quatre reproductions de ses œuvres, parmi lesquelles le Orpheu nos Infernos (Orphée aux Enfers).
Il ne sera jamais exposé au Portugal et son œuvre est restée longtemps méconnue du grand public. Santa-Rita meurt en 1918, à 28 ans, de tuberculose. Il laisse dans ses dernières volontés l'ordre exprès de détruire par le feu tous ses travaux. Avec le suicide de Sá-Carneiro, à Paris en 1916, la mort de Santa-Rita marquera le terme de cette « parenthèse historique » que fut le futurisme portugais.

## Son œuvre
Très peu d’œuvres survécurent à l'ordre de destruction accomplit par la famille de Santa-Rita après sa mort. Quelques rares exercices académiques, réalisés à l'époque où il était étudiant aux Beaux-Arts, et deux peintures majeures, à la datation incertaine :

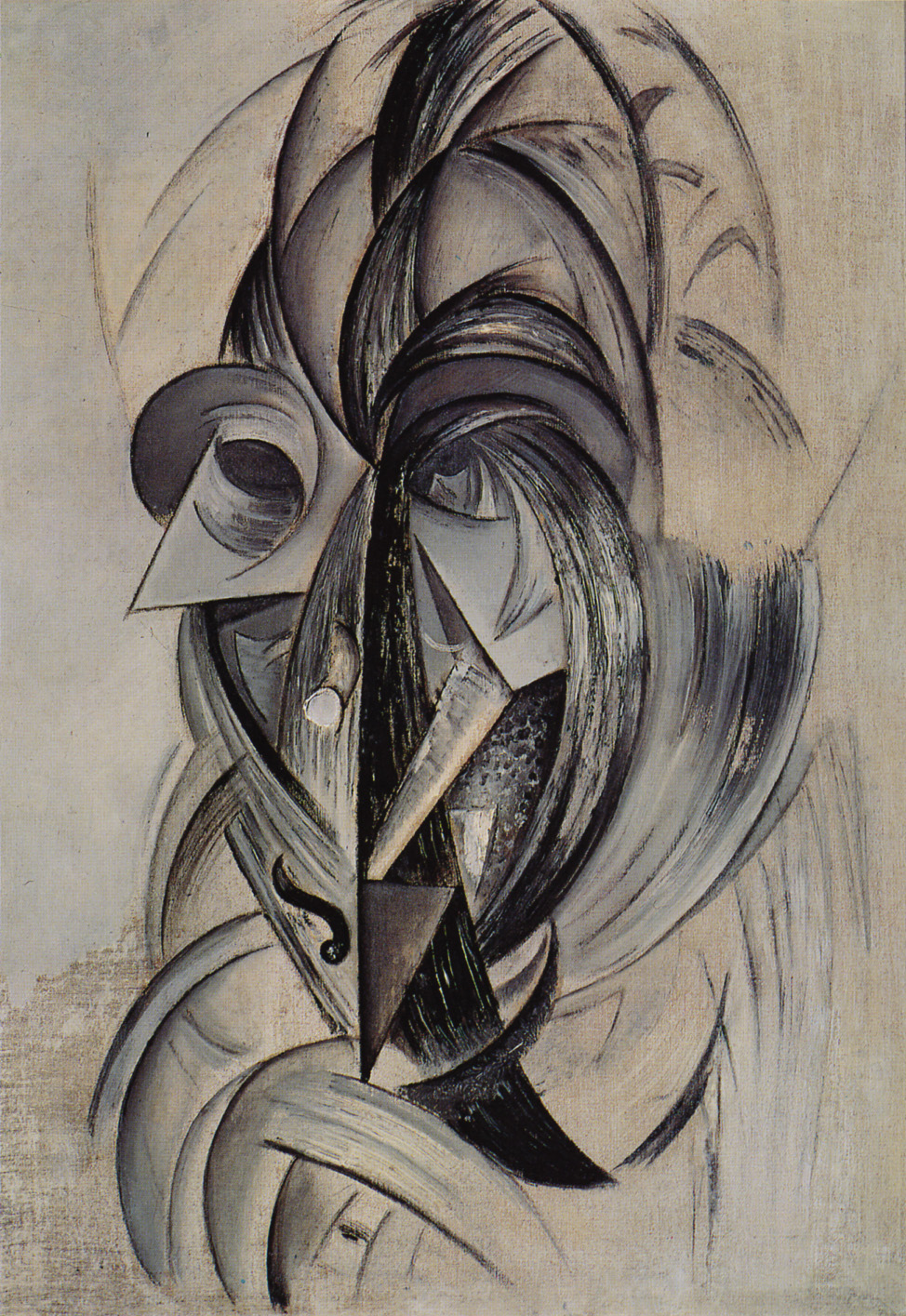
Cabeça, vers 1910, huile sur toile.

- Orfeu nos Infernos. Reproduite en 1917 dans la revue Portugal Futurista, Orphée aux Enfers est une œuvre d'une grande violence expressive et, bien que parfois qualifiée de « canular d'étudiant des Beaux-Arts »[6], la peinture a des caractéristiques thématiques et formelles inhabituelles qui la distingue des pratiques artistiques des Beaux-Arts, qui à l'époque étaient encore dominées par les conventions du XIXe siècle. Sa date de création est estimée entre 1913 et 1915[12]. « Œuvre fantastique et délirante, agitations chromatiques à l'acre dominante écarlate », Santa-Rita y évoque la figure de Veloso Salgado, son maître, comme un personnage de l'enfer[13].

- Cabeça. (pt) Ce tableau est considéré comme une œuvre centrale du modernisme au Portugal. Bien que daté au verso d'une main inconnue, la date réelle de sa création reste incertaine, probablement entre 1910 et 1912, précédant ainsi les peintures cubistes de Amadeo de Souza-Cardoso et de tout autre artiste portugais. Cette œuvre se rapproche des masques africains évoqués par Picasso dans ses Demoiselles d'Avignon. Pourtant sa composition dynamique, dominée par des formes courbes et une forte sensation de mouvement, est plus proche des explorations des futuristes comme Umberto Boccioni[14],[6].

- Les quatre travaux reproduits dans la revue Orpheu, détruits après sa mort, sont également inspirés par Picasso, mais de sa phase suivante. Dans ces œuvres, Santa-Rita montre une assimilation précoce des découvertes de Picasso et de Braque qui sont à l'origine du cubisme synthétique. La relation avec le futurisme est révélée dans les titres, surprenants, que l'on suppose être inspirés du texte introductif du catalogue de l'exposition de 1912 à la Galerie Bernheim-Jeune, à Paris, et signé par Boccioni, Carlo Carrà, Giacomo Balla, Gino Severini et Luigi Russolo[15].

## Galerie

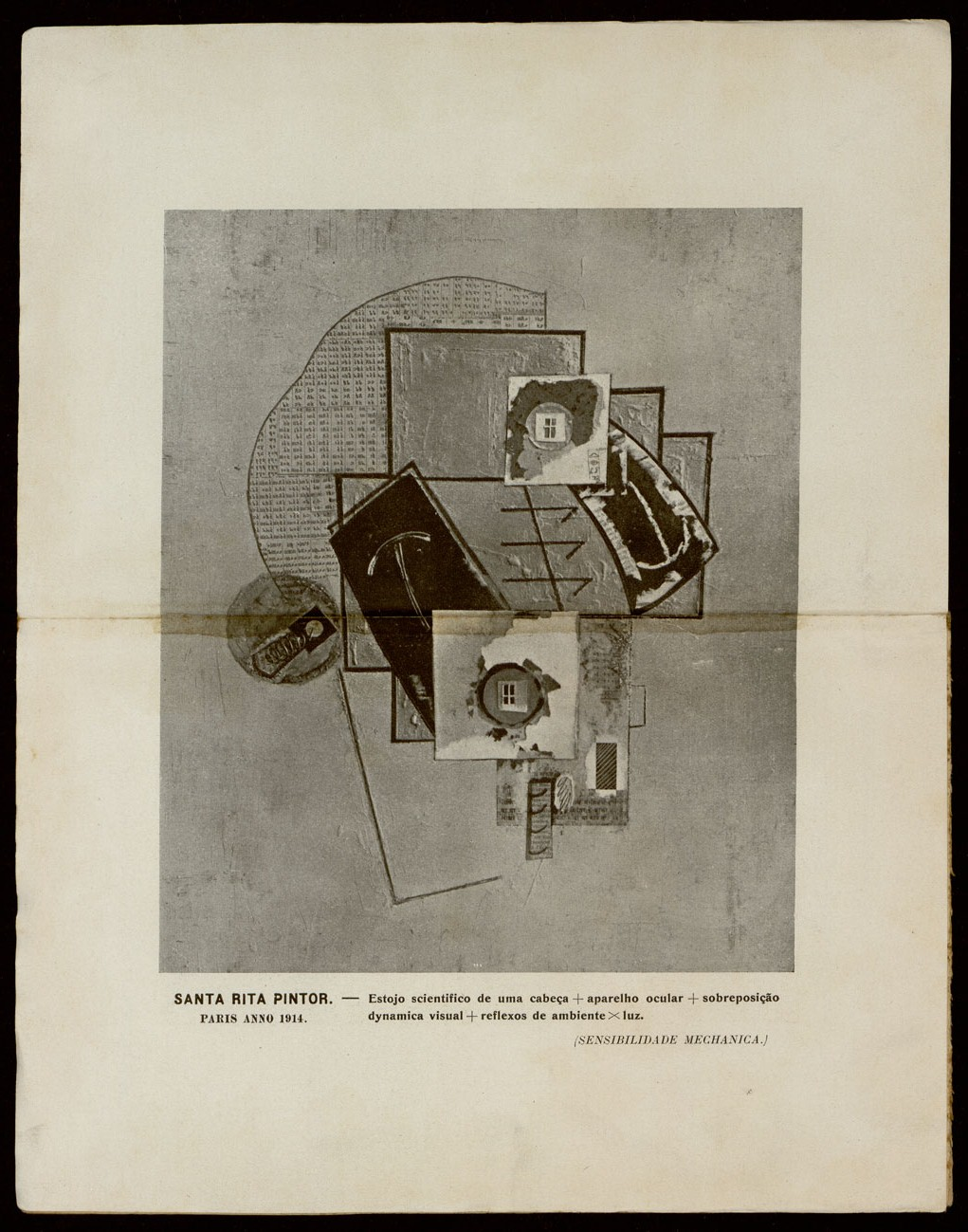
Estojo scientífico de uma cabeça + aparelho ocular + sobreposição dynamica visual + reflexos de ambiente x luz (SENSIBILIDADE MECHANICA), 1914, collage. Revue Orpheu n°2, 1915.
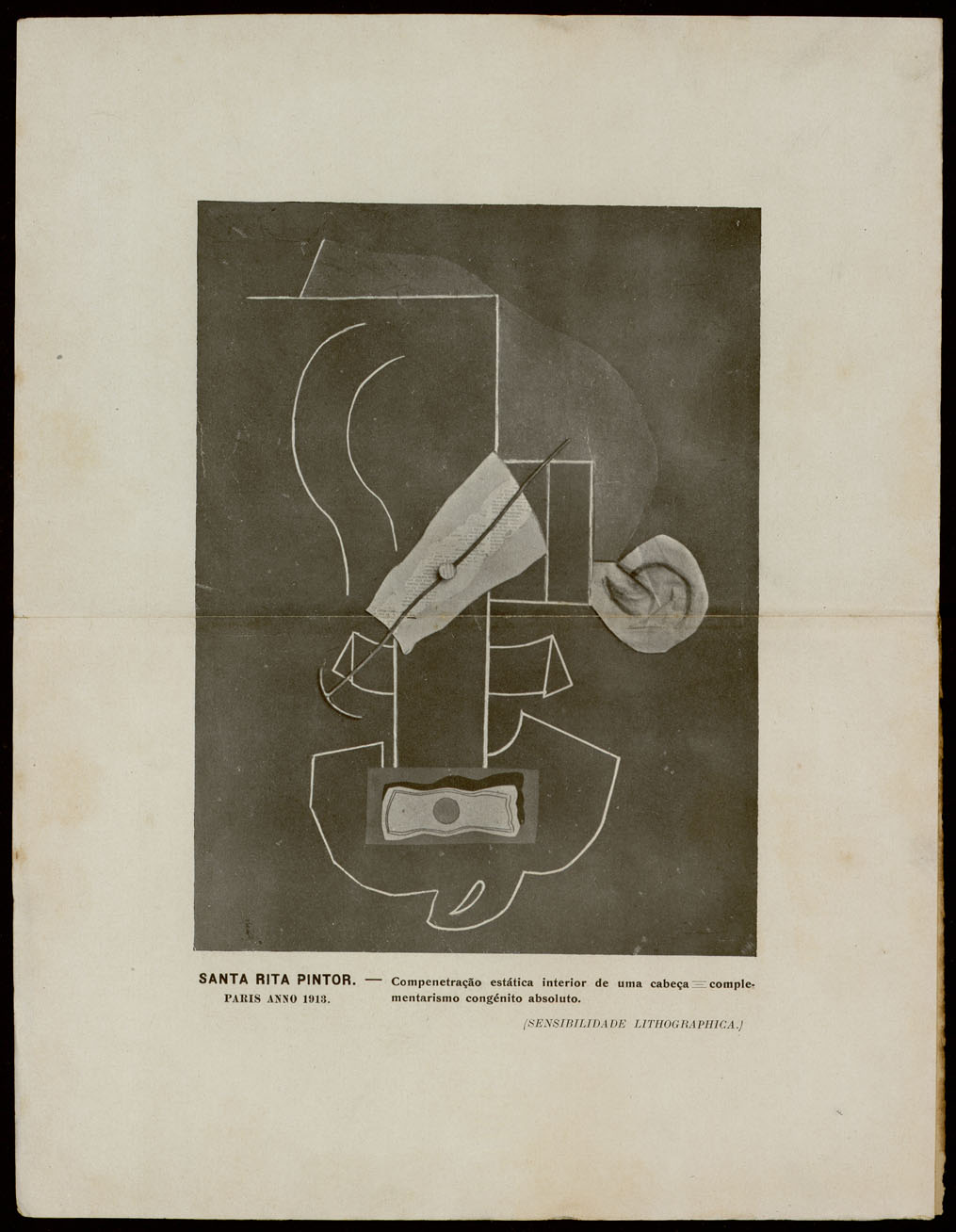
Compenetração estática interior de uma cabeça = complementarismo congénito absoluto (SENSIBILIDADE LITHOGRAPHICA), 1913, collage. Revue Orpheu n°2, 1915.
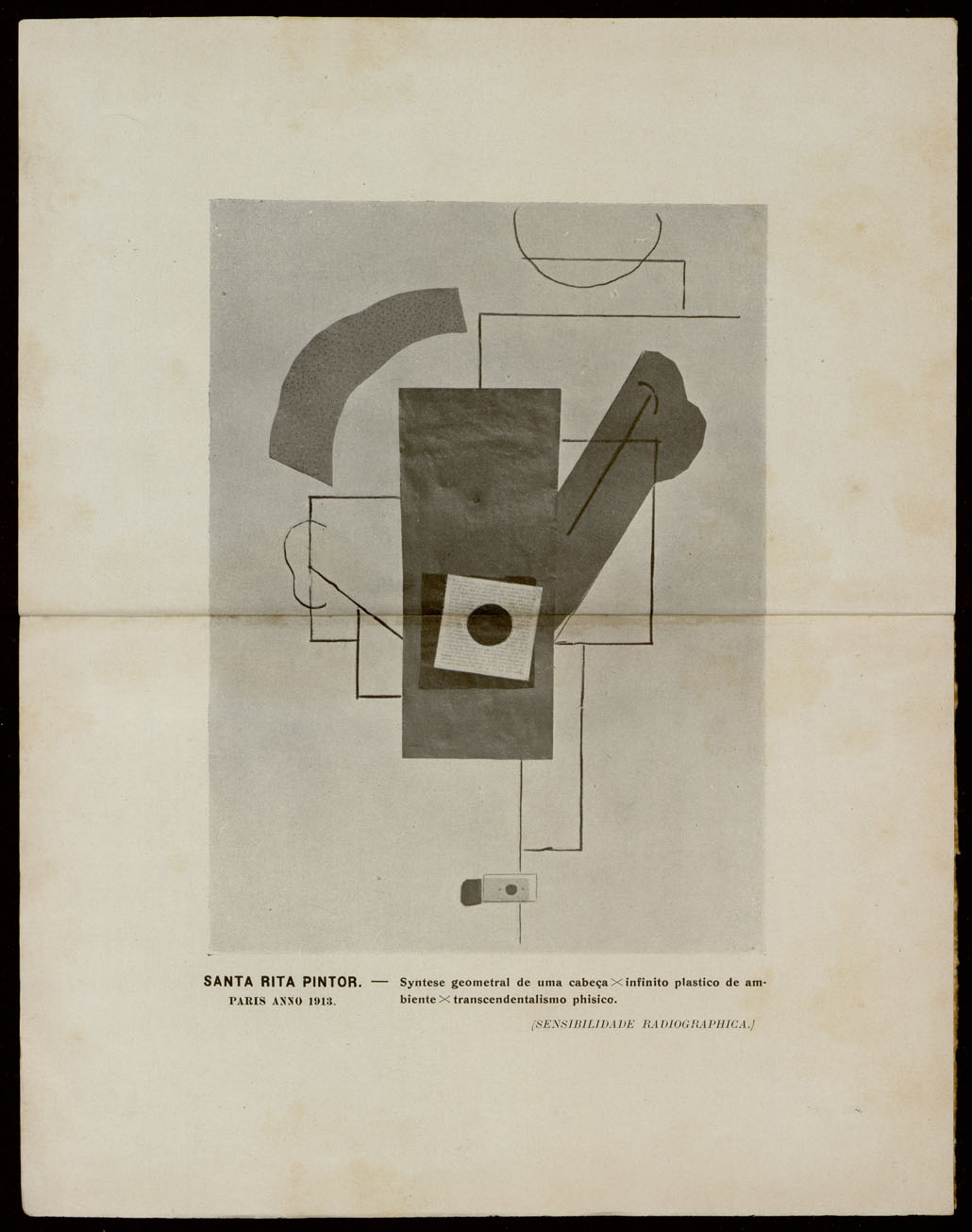
Syntese geometral de uma cabeça x infinito plástico de ambiente x transcendentalismo físico (SENSIBILIDADE RADIOGRAPHICA), 1913, collage. Revue Orpheu n°2, 1915.
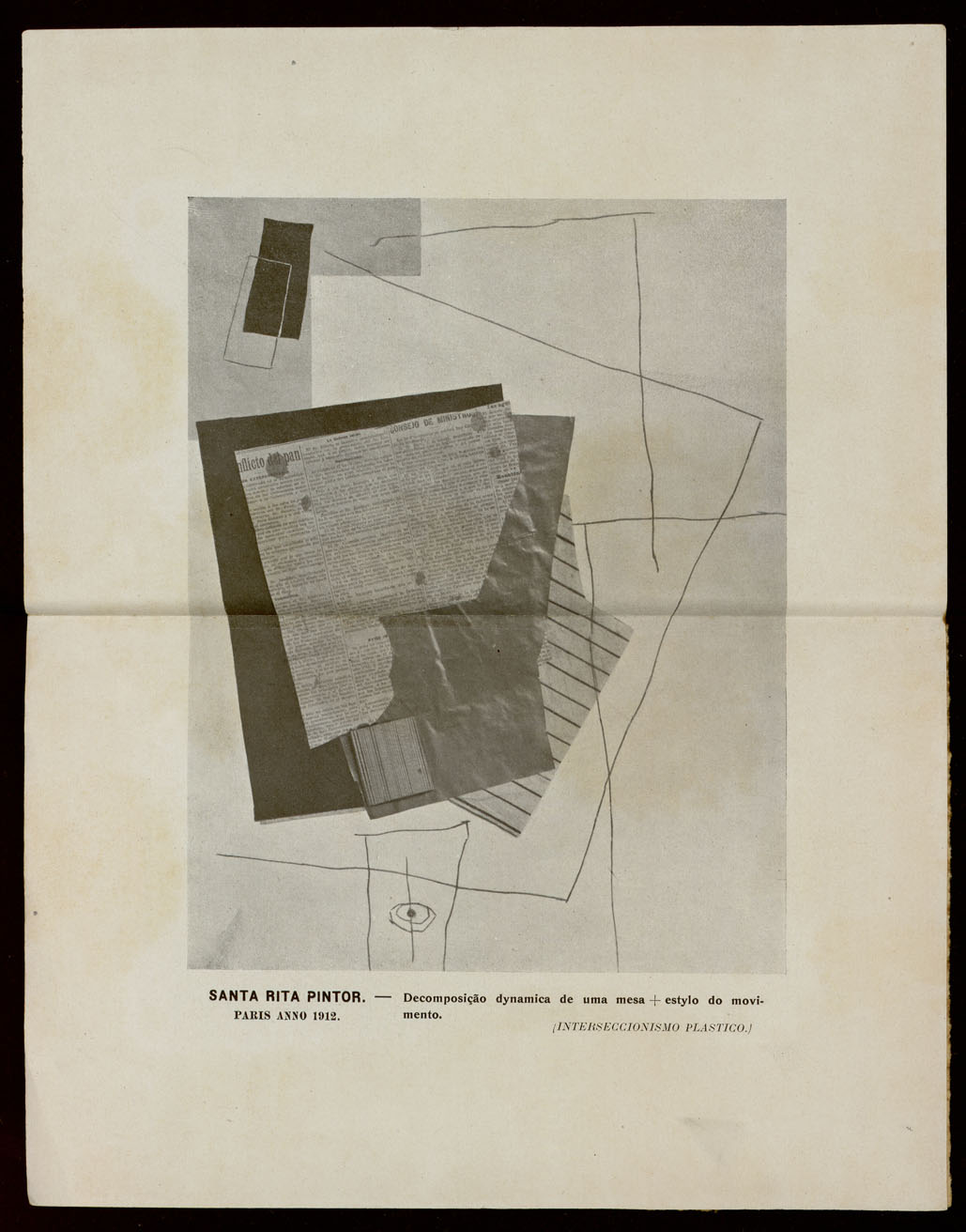
Decomposição dynamica de uma mesa + estylo do movimento (INTERSECCIONISMO PLASTICO), 1912, collage. Revue Orpheu n°2, 1915.
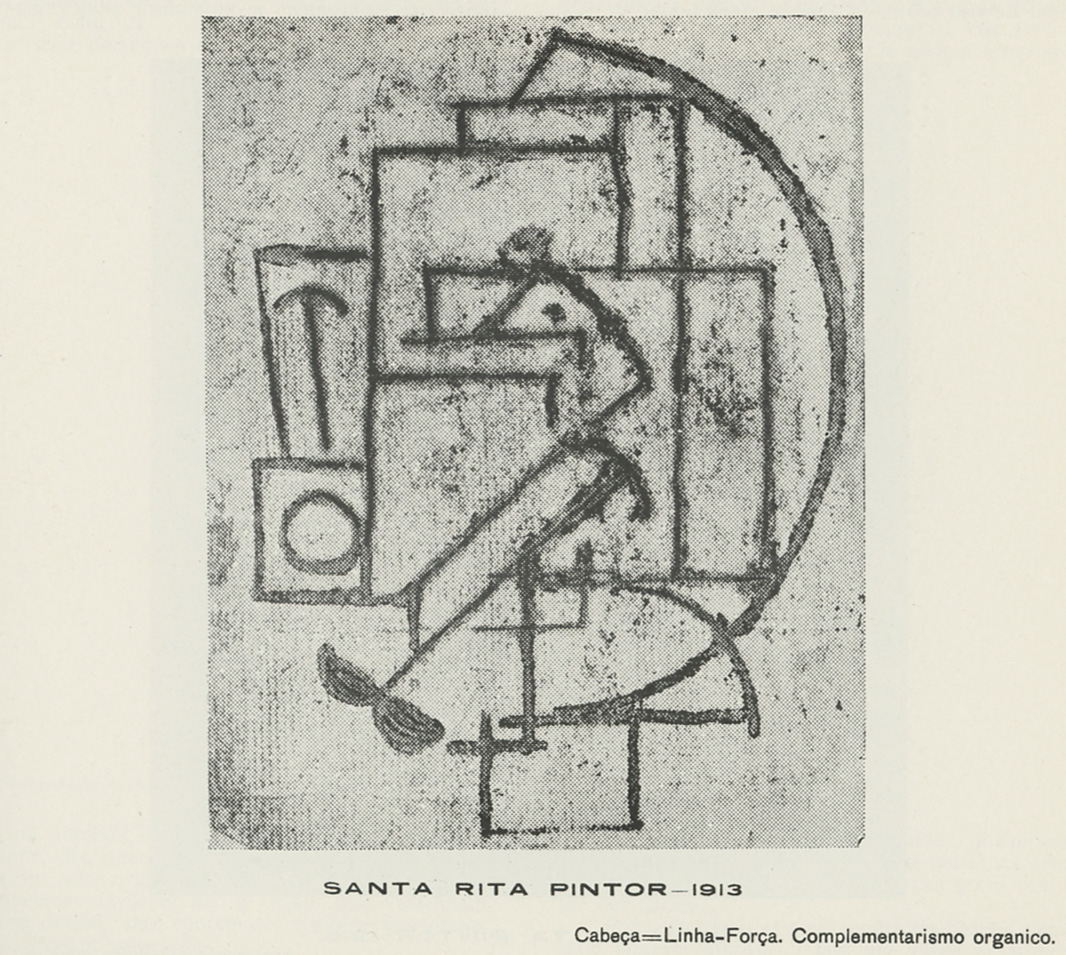
Cabeça = linha – força. Complementarismo orgânico, 1913, gouache sur papier. Revue Portugal Futurista, 1917, p.9
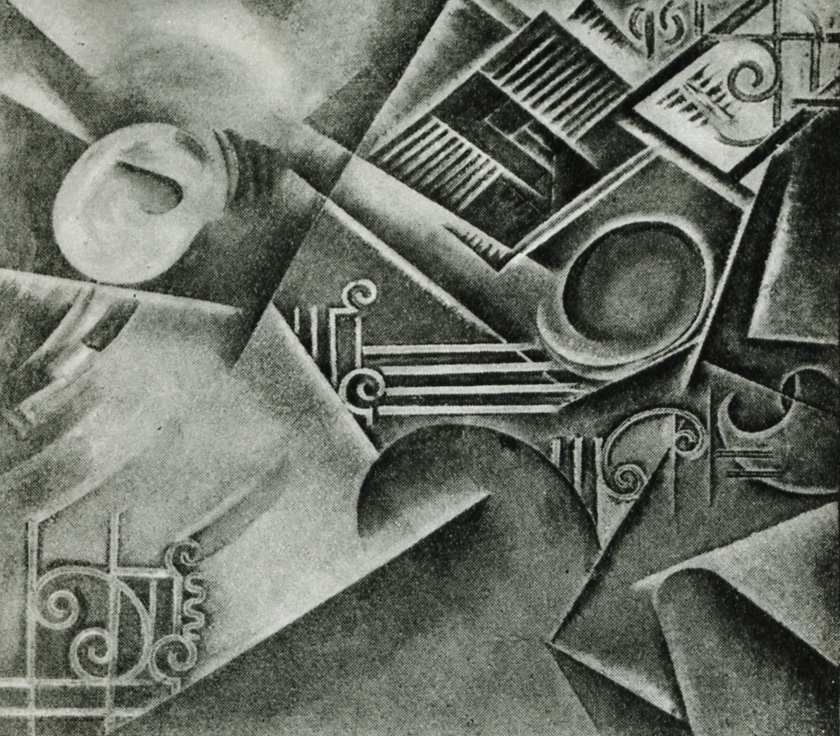
Perspectiva dinâmica de um quarto ao acordar, 1912, huile sur toile. Revue Portugal Futurista, 1917, p. 8
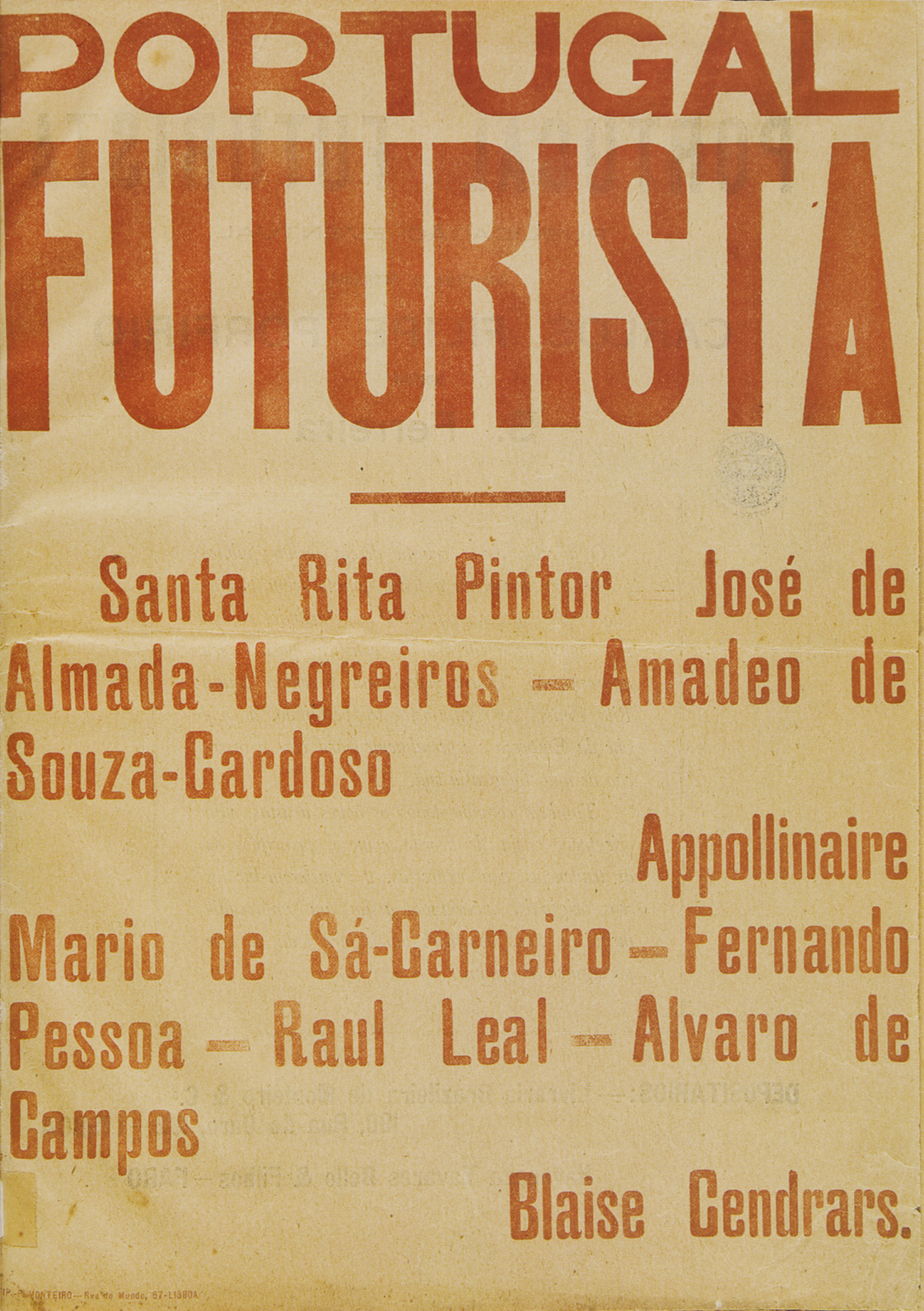
Couverture. Revue Portugal Futurista, 1917.
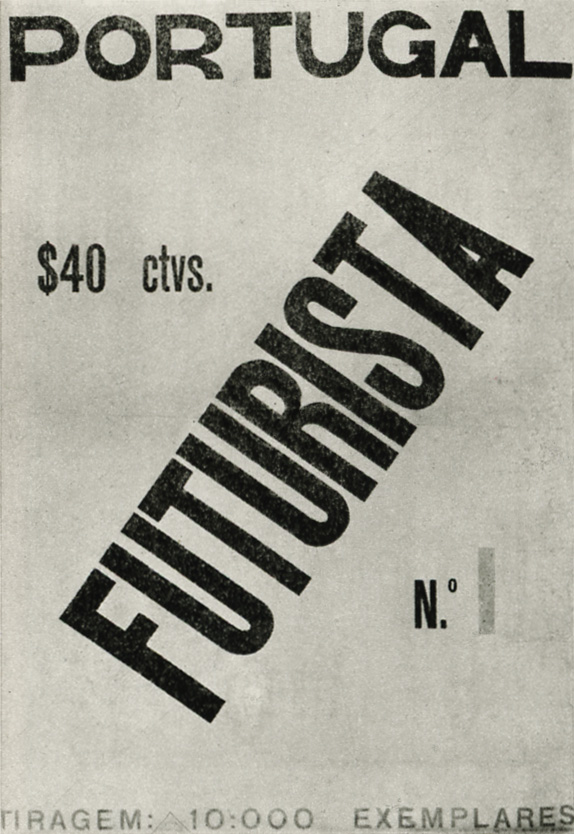
Couverture arrière. Revue Portugal Futurista, 1917.